# Bosroger
Bosroger település Franciaországban, Creuse megyében. Lakosainak száma 117 fő (2022. január 1.). Bosroger Champagnat, La Chaussade és Saint-Maixant községekkel határos.

## Népesség
A település népességének változása:
| Lakosok száma | 114  | 98   | 80   | 94   | 126  | 116  | 110  | 107  | 110  | 117  |
|               | 1968 | 1982 | 1990 | 2006 | 2013 | 2015 | 2017 | 2019 | 2020 | 2022 |